# Richard Lyon-Dalberg-Acton, 2. Baron Acton

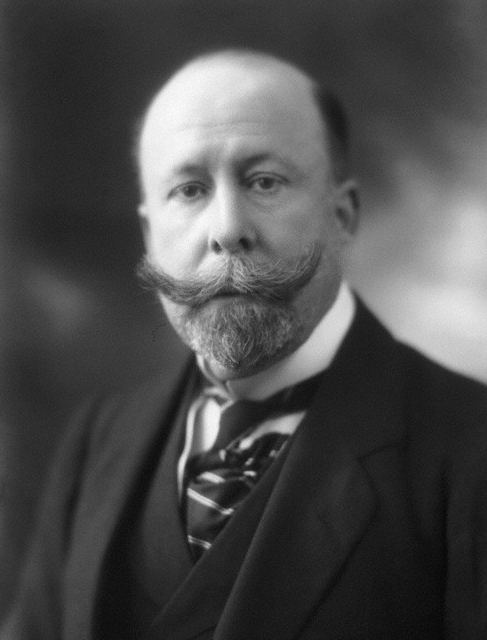
Richard Lyon-Dalberg-Acton, 2. Baron Acton (1922)

Richard Maximilian Lyon-Dalberg-Acton, 2. Baron Acton, KCVO (* 7. August 1870; † 16. Juni 1924 in Knightsbridge, London) war ein britischer Peer und Diplomat.

## Leben und Karriere
Lyon-Dalberg-Acton führte ursprünglich den Familiennamen Dalberg-Acton. Er studierte am Magdalen College der University of Oxford und trat 1894 in das Foreign Office ein und stieg dort bis in leitende Positionen auf. Er erbte 1902 beim Tod seines Vaters, des Historikers John Emerich Edward Dalberg-Acton, 1. Baron Acton, dessen Adelstitel als 2. Baron Acton und 9. Baronet, of Aldenham. 
Zwei Jahre später heiratete er Dorothy Lyon, mit der er neun Kinder hatte. Erst 1911 wurde er durch Parlamentsgesetz eingebürgert, bis zu diesem Zeitpunkt war er trotz seiner vielfältigen diplomatischen Aufgaben kein britischer Staatsbürger gewesen. Seinen Familiennamen änderte er 1919 mit königlicher Erlaubnis um den seiner Gattin zu „Lyon-Dalberg-Acton“.
Zwischen 1905 und 1915 war Lyon-Dalberg-Acton Lord-in-Waiting am britischen Hof. Er war über viele Jahre als Geschäftsträger tätig, unter anderem in Bern von 1904 bis 1906 und in Madrid von 1906 bis 1907. 1917/18 war er Generalkonsul in Zürich. Sein letzter Dienstposten führte ihn 1919/20 als Botschafter nach Finnland.
Lyon-Dalberg-Acton starb 1924. Seine Titel gingen auf den ältesten Sohn über.